# Sommerbier
Sommerbier (Melittidae) er en lille familie af bier med lidt over 200 beskrevne arter i tre underfamilier. Familien har en begrænset udbredelse idet alle beskrevne arter er begrænsede til Afrika og den nordlige tempererede zone.
Sommerbier opstod tidligt og fossile sommerbier er fundet i ravaflejringer fra Oise, Frankrig, og Baltikum fra perioden eocæn (tidsperioden fra 55,8 til 33,9 millioner år siden)

## Karakteristika
Sommerbier er små til moderat store bier som normalt er sorte. Hannerne hos visse arter kan dog have gule markeringer på hovedet. Arterne er meget hårede med en forgrenet fjerlignende kropsbehåring.

## Levevis
Sommerbier er specialist pollinatorer, dvs de indsamler kun pollen fra snævre grupper af planter, fx arter fra en bestemt slægt eller blot en enkelt art. Denne fødeadfærd, der kaldes oligolektisk, adskiller sig fra de fleste andre bier, der er polylektiske, dvs de indsamler pollen fra et stort udvalg af planter.
Sommerbier er solitære (de lever enkeltvis), og yngler i huler, som de graver i jord eller sand. Alle hunner er fertile og har en tendens til at dukke op af jorden nogle dage før hannen. De parrer sig generelt på værtsplanter omkring det område, hvor de er dukket op. Efter parring skaber den gravide hun en hule, som den samler pollen til. Oven på pollenet lægges ét æg. Efter at ægget er klækket spiser larven pollenet i løbet af omtrent 10 dage, hvorefter den overvintrer i et hvilelarvestadie og for derefter at forpuppe sig i begyndelsen af det næste år.
Mange sommerbier (specielt i slægten Macropis) har specialiserede hår på benene, der giver dem mulighed for at indsamle blomsterolie som visse planter (fx arter af fredløs) udskiller i stedet for nektar.

## Evolution
Tidligt molekylært arbejde antyder, at familien Melittidae er en meget tidligt udviklet søstergruppe til alle andre bier. Resultatet af senere undersøgelser har støttet denne tolkning og at familien er monofyletisk.
Nyere forskning har vist, at sommerbier har en lavere udryddelseshastighed sammenlignet med andre hymenopteraer, men alligevel anses familien for at være artsfattig. Dette tilskrives en markant lavere hastighed, hvormed nye arter udvikles, end den der ses i andre bifamilier. Den lave hastighed, hvormed de udvikler sig, kan være en konsekvens af, at de er knyttet til snævre grupper af planter, og ikke har samme spektrum af fødemuligheder som andre bier.

## Klassifikation
De følgende slægter er henført til familien Melittidae:
- Afrodasypoda
- Capicola
- Ceratomonia
- Dasypoda (Buksebier)
- Eremaphanta
- Haplomelitta
- Hesperapis
- Macropis (Oliebier)
- Magnomia
- Melitta
- Pseudophilanthus
- Promelitta
- Rediviva
- Redivivoides
- Samba
- Uronomia

I Danmark findes nedenstående slægter med totalt 8 arter:
- Buksebier (Dasypoda). 2 danske arter:
  - Guldbuksebi (Dasypoda suripes)
  - Pragtbuksebi (Dasypoda hirtipes)
- Oliebier (Macropis). 2 danske arter:
  - Hvidbenet oliebi (Macropis europaea)
  - Gulbenet oliebi (Macropis fulvipes)
- Melitta. 4 danske arter:
  - Kattehalebi (Melitta nigricans)
  - Lucernebi (Melitta leporina)
  - Rødhalet høstbi (Melitta haemorrhoidalis)
  - Rødtopbi (Melitta tricincta)

- Pragtbuksebi (Dasypoda hirtipes), hun
- Pragtbuksebi (Dasypoda hirtipes) i færd med at grave en hule.
- Pragtbuksebi (Dasypoda hirtipes) samler pollen fra kurveblomster
- Hvidbenet oliebi (Macropis europaea) set forfra
- Hvidbenet oliebi (Macropis europaea)
- Gulbenet oliebi (Macropis fulvipes) på brombær
- Gulbenet oliebi (Macropis fulvipes)
- Kattehalebi (Melitta nigricans) på kattehale
- Rødhalet høstbi (Melitta haemorrhoidalis) på katost